# Ethiopica hesperonota
Ethiopica hesperonota är en fjärilsart som beskrevs av George Francis Hampson 1909. Ethiopica hesperonota ingår i släktet Ethiopica och familjen nattflyn. Inga underarter finns listade i Catalogue of Life.